# Olalhas
Olalhas is een plaats (freguesia) in de Portugese gemeente Tomar met 1581 inwoners (2001).